# Saban Capital Group
Saban Capital Group LLC este o firmă de investiții americană cu sediul în Los Angeles, California, axată pe investiții în media, divertisment și comunicații. Format în 2001 de Haim Saban, Saban Capital Group deține Saban Films, și este coproprietar al Celestial Tiger Entertainment.